# Generación del 99
La Generación del 99 es el nombre que se le ha dado a un grupo que engloba escritores, tecnólogos, artistas audiovisuales, poetas, teóricos de la literatura... profundamente involucrados en las nuevas realidades globales. Todos son nativos digitales en la nueva era tecnológica y pretenden aunar esta con las más imperecederas artes humanas: la literatura, la escultura, la pintura, la música...

## Definición
No se trata de un grupo nacional, como pueden considerarse la Generación del 98, la Generación del 27... dado que sus pilares fundamentales van más allá del territorio nacional; además, las circunstancias histórico-sociales en la que se inscriben son muy distintas. La globalización tiene un papel principal y hace que toda nación literaria quede pequeña en tales cuestiones.
La columna vertebral que reúne la Generación del 99 es la pregunta de cómo afecta la tecnología a las demás artes tradicionales. En un comienzo, comprendieron que los nuevos modos de producción, así como, los de divulgación habían corrompido el concepto de libro. Posteriormente, dado la inclusión de miembros expertos en tecnología, empezaron a entender que esta se conforma como un sistema más complejo y de la que pueden extraer argumentos positivos para la nueva literatura y, en definitiva, para el nuevo arte.

## Diferencia con la Generación Kindle
La Generación del 99 se diferencia de otras y, en concreto de la llamada Generación Kindle, en primer lugar, porque esta última está compuesta de autores que tomaron la tecnología del dispositivo kindle para la autoedición y publicación de obras, es decir, el uso que hacen de la tecnología es, en el sentido más estricto, práctico. No es el caso así de la Generación del 99 que, por un lado, se adelantaron a la creación de muchos de los nuevos dispositivos y, por otro lado, la observación de los nuevos sistemas textuales hace que su mirada sea teórica. Esto no significa que dicha generación no produzca mediante las nuevas tecnologías. En un primer momento fue así, pero no actualmente.
Así mismo, cabe añadir que la Generación Kindle o Kindie (por el sentido alternativo) no une a sus miembros por ideas comunes, sino por el tipo de uso del dispositivo. 

## Autores del 99[5]
Entre los autores de la generación tenemos a Germán Sierra, escritor y neurocientífico. En sus obras destaca la ubicación de la tecnología y sus efectos en el corazón de la  creación literaria. 
Se incluye también a J. G. Ballard. El tema de sus obras circunda en el nuevo amor por las tecnologías como una ilusión de progreso y evolución humana. Como consecuencia se entiende el consumismo. 
Así mismo, William Gibson recrea el recelo del ser humano a los cambios. Don Delillo, por otro lado, recoge la imagen como un producto de la tecnología.

### Respectivas obras
- Standars, de G. Sierra
- Crash y Milenio Negro de J. G. Ballard
- Mundo espejo de William Gibson
- Punto omega y Cosmopolis de Don Delillo